# Casal Jaume I
Els casals Jaume I són locals oberts al públic mantinguts pels socis amb l'ajut econòmic i logístic d'Acció Cultural del País Valencià (ACPV). Aquests casals, que funcionen com a seus d'ACPV a la població on s'estableixen, van nàixer el 1997 amb l'obertura del casal d'Alacant. Deu anys després, en són ja més de trenta les seus obertes. La seua intenció és promoure i dinamitzar la vida social, cultural i política en català arreu del País Valencià, tot i que també n'hi ha a la Franja de Ponent i a la Catalunya Nord. Aquests tres espais són on més està patint la cultura pròpia i on més desvertebrats estaven els mecanismes de cohesió cultural i social, una funció que es presenta com a cabdal dins dels objectius dels casals.
Hi ha casals Jaume I a Alacant, Alcoi, Beniarbeig, Benidorm, Benissa, Carcaixent, Carlet, Castelló de la Plana, Castellonroi, Catarroja, Crevillent, Cullera, Elx, Fraga, Gandia, Gata, Llíria, Monòver, Mutxamel, Oliva, Ontinyent, Pedreguer, Pego, Perpinyà, Rià, Sueca, València (Malva-rosa - Cabanyal i Russafa), La Vall d'Uixó i Vila-real.

## Casal Jaume I de Sueca
El Casal Jaume I de Sueca (oficialment Casal Jaume I de la Ribera Baixa) va fundar-se l'any 1996, impulsat per l'activisme cívic de gent com Vicent Amanç Viel, Anna Mafé o Miquel Blasco, entre d'altres. Durant aquests deu anys, ha promogut i ha donat suport a un bon grapat de campanyes en defensa del territori (abús urbanístic, plans hidrològics…), contra l'explotació laboral, donant suport al retorn de la documentació confiscada per la dictadura franquista als seus legítims propietaris o oposant-se a la guerra de l'Iraq.
Anualment, el Casal Jaume I de Sueca ret homenatge a una de les figures més cèlebres del gènere assagístic català, Joan Fuster, mitjançant els actes programats el dia 9 d'octubre (diada del País Valencià), inclosos dins el Correllengua d'ACPV. També celebra tots els anys la Setmana Fuster: una sèrie d'activitats destinades a estudiar la figura i l'obra de l'autor suecà.

## Casal Jaume I de Perpinyà
El Casal Jaume I de Perpinyà és un centre cultural de la Catalunya del Nord amb seu a Perpinyà, creat el 2006 per iniciativa de l'Acció Cultural del País Valencià amb a l'objectiu i la voluntat d'articular la societat civil nord-catalana entorn de la defensa de la llengua i la cultura catalanes. Compta amb el suport de la joventut catalanista Agasalla. Forma part de l'Observatori de la Llengua Catalana i participa en les diverses iniciatives culturals amb altres organitzacions com la Plataforma per la Dignitat a Catalunya Nord, com el Correllengua.